# Stenosphenus pristinus
Stenosphenus pristinus là một loài bọ cánh cứng trong họ Cerambycidae.